# Brachycephalus pitanga
Brachycephalus pitanga ist ein daumennagelgroßer Froschlurch aus der Familie der Sattelkröten (Brachycephalidae). Die Art kommt endemisch im brasilianischen Bundesstaat São Paulo vor.

## Merkmale
Die Kopf-Rumpf-Länge beträgt bei Männchen 10,8 bis 12,1 Millimeter, bei Weibchen 12,6 bis 14 Millimeter. Die Grundfarbe von Brachycephalus pitanga ist orange, die Rückenseite ist rot gefärbt und an Kopf und Beinen weisen die Tiere zahlreiche rote Punkte und Flecken auf. Das Artepitheton leitet sich aus dem Wort für „rötlich“ in der einheimischen Tupí-Guaraní-Sprache ab. Die grelle Färbung signalisiert möglichen Fressfeinden die starke Giftigkeit. An den Seiten hat der Froschlurch kleine dunkelbraune Punkte, der Bauch weist auf der orangen Grundfarbe bräunliche Flecken und kleine Punkte auf. Die Finger und Zehen sind auf drei an jeder Gliedmaße reduziert. Die Hinterbeine sind relativ kurz. Am Rücken befindet sich wie bei allen Sattelkröten unter der Haut eine sattelförmige Knochenplatte.

## Vorkommen
Brachycephalus pitanga wurde im Zuge des Programmes BIOTA/FAPESP des brasilianischen Bundesstaates São Paulo entdeckt und katalogisiert. Die Art kommt im Regenwald der brasilianischen Atlantikküste im Naturpark „Parque Estadual da Serra do Mar“ vor, der zwischen den Städten São Paulo und Rio de Janeiro liegt, außerdem in den angrenzenden Bergwäldern der montanen Stufe bis 1800 m Seehöhe.

## Lebensweise
Diese Froschlurche leben tagaktiv im vermodernden Falllaub am Boden. Zuweilen treten sie sehr häufig auf. Sie haben eine direkte Entwicklung, d. h., es gibt kein Kaulquappenstadium im Wasser. Die Larvalentwicklung wird im Ei an Land abgeschlossen.

## Systematik
In den Jahren 2005 bis 2009 wurden neben dieser noch vier weitere in den Küstenwäldern Südostbrasiliens endemische Arten der Gattung Brachycephalus neu entdeckt. Das Team Ribeiro, Alves, Haddad und Reis von der Universidade Estadual Paulista und anderen wissenschaftlichen Instituten in São Paulo beschrieb im Jahr 2005 Brachycephalus brunneus und Brachycephalus izecksohni sowie im Jahr  2006 Brachycephalus pombali und Brachycephalus ferruginus.